# Treacherous
"Treacherous" é uma canção da cantora e compositora estadunidense Taylor Swift, contida em seu quarto álbum de estúdio Red (2012). Swift escreveu a faixa com seu produtor Dan Wilson, com produção assinada pelo mesmo. "Treacherous" é uma balada de country pop que trata da tentativa da narradora de proteger um relacionamento frágil e perigoso. Uma versão não finalizada da canção foi incluída na lista de faixas da edição de luxo do Red.
"Treacherous" alcançou a posição número dois na Billboard Bubbling Under Hot 100 dos Estados Unidos e número de número sessenta e cinco na Canadian Hot 100. A faixa foi tocada em três turnês de Swift, incluindo a The Red Tour (2013–2014), onde foi incluída no repertório regular. Os críticos escolheram a música como um dos destaque do álbum e elogiaram a composição e a produção de Swift, com alguns considerando como uma das melhores canções de sua discografia. Em decorrência a controvérsia a respeito sobre os direitos de seus masters em 2019, Swift regravou a canção como "Treacherous (Taylor's Version)", como parte da regravação Red (Taylor's Version) (2021).

## Antecedentes

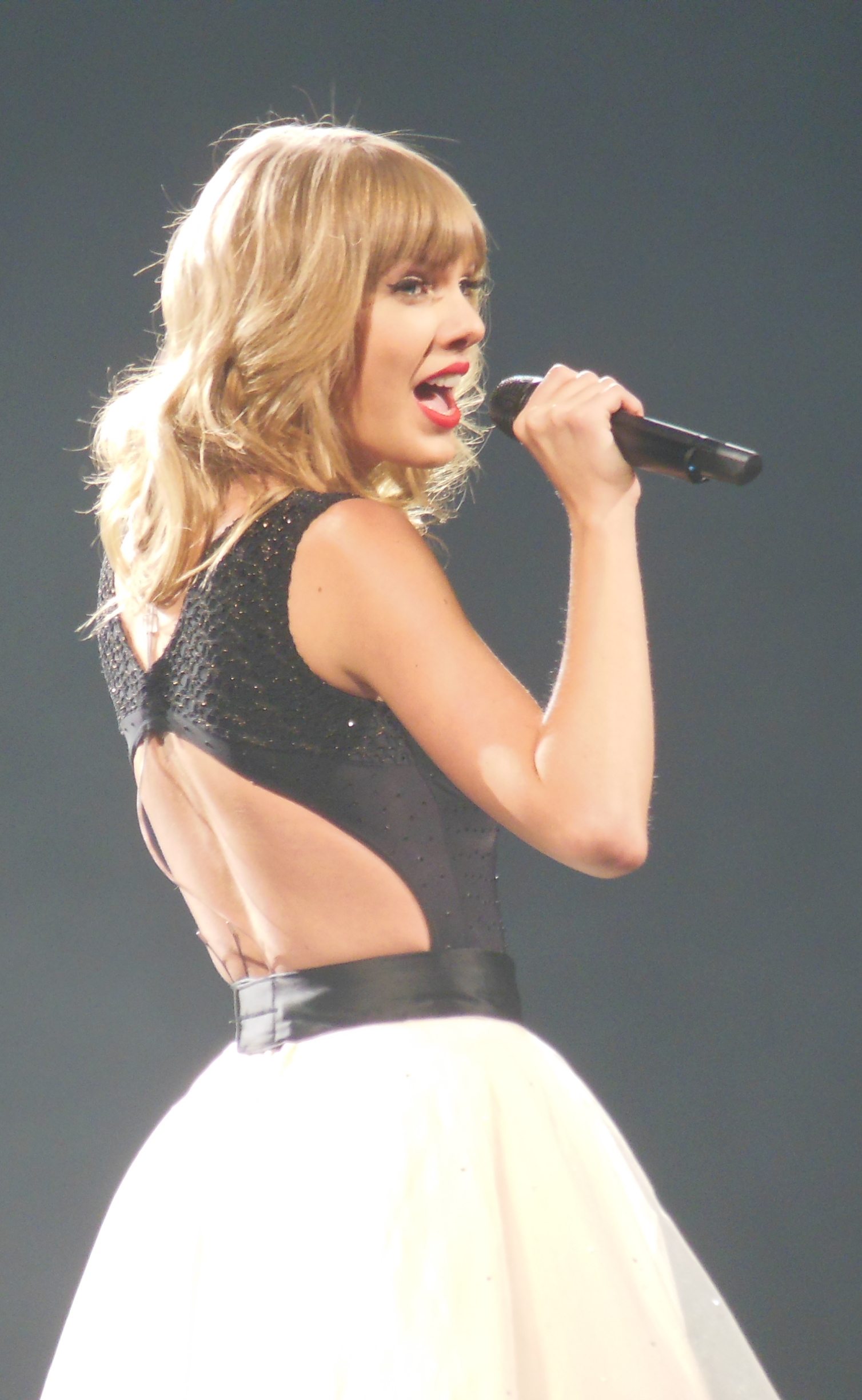
Taylor Swift cantando "Treacherous" na Red Tour.

"Treacherous" foi escrita por Swift e Wilson, que cuidou da produção fazendo assim uma música de grande sucesso. É fortemente influenciado pelo country pop. Swift disse da canção, trem uma entrevista "histórias por trás das canções": "Treacherous é uma música que eu escrevi com Dan Wilson, e eu lhe trouxe essa ideia porque eu queria explorar a idea de que algo poderia ser perigoso e sedutor no mesmo tempo, você sabe, colocar o lado positivo de que, assim como eu acredito que este pode trabalhar, você sabe. Ele tem essa ponte grande no fim de tudo isso soa um bocado como um segundo refrão. Ele tem todas essas vozes no fundo e ele diz que "Quase Nada é seguro vale a viagem". E para mim, isso diz muito sobre este álbum porque eu realmente sinto que, se mesmo se algo realmente feri-lo, se ele fez você se sentir alguma coisa, valeu a pena".

## Recepção da crítica
"Treacherous" foi aclamado pela crítica, por críticos de música que elogiaram Swift para suas composições, comparando a música para seu trabalho em Speak Now. Billboard deu a canção uma crítica positiva, dizendo que a música tinha uma "beleza, silenciado confessional [nos] versos ", embora também ressaltar que o aumento guitarras e percussão no final da música quebrou o tom mais cedo.  About.com também deu a canção um comentário muito positivo, dando a canção uma classificação de quatro de cinco estrelas. Idolator elogiou os vocais de Swift, dizendo que eles estavam "passando para um poder ameaçador".

## Apresentações ao vivo
Swift cantou "Treacherous" pela primeira vez em sua turnê Red Tour em 23 de março de 2013. Na Arena Time Warner Cable

## Desempenho nas tabelas musicais
Após o lançamento de Red, a canção chegou ao número 102 e 65, respectivamente, US e Canada. Ele também alcançou o número 26 na parada de canções do EUA.

## Posições
| Chart (2012)                                  | Peak position |
| --------------------------------------------- | ------------- |
| Canadá (Canadian Hot 100)                     | 65            |
| US Bubbling Under Hot 100 Singles (Billboard) | 2             |
| Estados Unidos (Billboard Hot Country Songs)  | 26            |